# With LOVE
『with LOVE』（ウィズ・ラブ）は、西野カナの5枚目のオリジナル・アルバム。2014年11月12日にSME Recordsから発売された。

## 概要
オリジナルアルバムとしては『Love Place』から約2年2か月ぶりの発売となる。『Love Collection 〜pink〜』、『Love Collection 〜mint〜』以降に発売されたシングル4曲、カップリング2曲を含む全14曲が収録されている。これまでと同様、「*Prologue*」から始まり、「*Epilogue*」で終わる構成である。アルバムタイトルの『with LOVE』は、これまでの作品よりも、より“そばにいる”、“近いところで応援しているよ”というメッセージを込めて付けられたという。
このアルバムのリード曲は「恋する気持ち」であり、2014年11月5日から着うたが先行配信された。同年12月に発表されたミュージック・ビデオは清川あさみがプロデュース、末吉ノブが演出を担当。翌年（2015年）発表されたシングル『もしも運命の人がいるのなら』の初回限定盤DVDには、「恋する気持ち」のミュージック・ビデオが収録されている。
通常盤と初回生産限定盤の2タイプでの発売で、初回生産限定盤はビデオクリップとメイキング映像を収録したDVDが付属し、オリジナル限定ジャケットとなっている。その他、初回生産限定盤特典としてスペシャルグッズ応募ハガキと全国アリーナツアー2015「with LOVE TOUR」先行抽選応募チラシが封入されている。なお、初回生産限定盤に限っては現在、入手困難となっている。

## 収録曲

### DISC 1：CD【全形態共通】
1. *Prologue* 〜You & Me〜 [2:10]
作詞：Kana Nishino / 作曲：Kentaro(Andersons)、Dominika(Andersons) / 編曲：DJ Mass (VIVID Neon*)、Shoko Mochiyama、Andersons
2. Darling [4:13]
作詞：Kana Nishino / 作曲・編曲：Takashi Yamaguchi
  - 24thシングル表題曲
  - フジテレビ系『めざましテレビ』火曜日テーマソング
  - トリプル・プラチナ（シングルトラック、日本レコード協会）[5]
3. 恋する気持ち [5:24]
作詞：Kana Nishino / 作曲：DJ Mass (VIVID Neon*)、Shoko Mochiyama、etsuco / 編曲：DJ Mass (VIVID Neon*)、Shoko Mochiyama / コーラスアレンジ：Tomoyuki Ogawa (imagine voice)
  - アルバムリード曲
4. We Don't Stop [5:00]
作詞：Kana Nishino、GIORGIO 13 / 作曲・編曲：Giorgio Cancemi / Extra arrangement：Mitsuru Shimada
  - 23rdシングル表題曲
  - 日本テレビ系水曜ドラマ『花咲舞が黙ってない』主題歌
5. Love Is All We Need [3:41]
作詞：Kana Nishino / 作曲：DJ Mass (VIVID Neon*)、Shoko Mochiyama、etsuco、Toshihiro Takita / 編曲：DJ Mass (VIVID Neon*)、Shoko Mochiyama
6. 好き [6:17]
作詞：Kana Nishino / 作曲：SAEKI youthK (RzC) / 編曲：Pochi / コーラスアレンジ：SAEKI youthK (RzC)
  - 25thシングル表題曲
  - フジテレビ系『めざましテレビ』火曜日テーマソング
7. ごめんね [5:02]
作詞：Kana Nishino / 作曲・編曲：Takashi Yamaguchi
8. Tough Girl [4:04]
作詞：Kana Nishino、DJ Mass (VIVID Neon*) / 作曲：DJ Mass (VIVID Neon*)、Shoko Mochiyama、etsuco / 編曲：DJ Mass (VIVID Neon*)、Shoko Mochiyama、ENVIE
9. Abracadabra [4:14]
作詞：Kana Nishino、DJ Mass (VIVID Neon*) / 作曲：DJ Mass (VIVID Neon*)、Kyoko Osako、etsuco、Toshihiro Takita  / 編曲：DJ Mass (VIVID Neon*)、Kyoko Osako、Toshihiro Takita、ENVIE
10. LOVE & JOY [3:07]
作詞：Kana Nishino / 作曲：SHIKATA、KAY / 編曲：C.E.M
  - 24thシングルカップリング曲
  - ロート製薬肌研シリーズ「極水」CMソング
11. 25 [3:23]
作詞：Kana Nishino / 作曲： Kentaro(Andersons)、Dominika(Andersons) / 編曲：Andersons、Masayuki Miyamoto、Takashi Yamaguchi、Shoko Mochiyama
  - 23rdシングルカップリング曲
12. さよなら [5:10]
作詞：Kana Nishino、SAEKI youthK (RzC) / 作曲：SAEKI youthK (RzC) / 編曲：Pochi、SAEKI youthK (RzC)
  - 22ndシングル表題曲
  - NHK ドラマ10『ガラスの家』主題歌
13. Stand Up [5:07]
作詞：Kana Nishino、GIORGIO 13 / 作曲・編曲：Giorgio Cancemi
14. *Epilogue* 〜with LOVE〜 [2:13]
作詞：Kana Nishino / 作曲：Kentaro(Andersons)、Dominika(Andersons) / 編曲：DJ Mass (VIVID Neon*)、Shoko Mochiyama

### DISC 2：DVD【初回生産限定盤のみ】
Kana Nishino Video Clips Vol.5
- さよなら
  - Video Clip [5:31] / Video Clip Making [7:08]
- We Don't Stop
  - Video Clip [5:12] / Video Clip Making [5:12]
- Darling
  - Video Clip [5:59] / Video Clip Making [7:18]
- 好き
  - Video Clip [6:35] / Video Clip Making [8:38]